# Utetheisa dorsifumata
Utetheisa dorsifumata là một loài bướm đêm thuộc phân họ Arctiinae, họ Erebidae.